# Pediobius liocephalatus
Pediobius liocephalatus är en stekelart som beskrevs av Peck 1985. Pediobius liocephalatus ingår i släktet Pediobius och familjen finglanssteklar. Inga underarter finns listade i Catalogue of Life.